# Cantone di Carros
Il Cantone di Carros era una divisione amministrativa dell'arrondissement di Grasse.
A seguito della riforma approvata con decreto del 24 febbraio 2014, che ha avuto attuazione dopo le elezioni dipartimentali del 2015, è stato soppresso.

## Composizione
Comprendeva 3 comuni:
- Le Broc
- Carros
- Gattières